# Хотеево (Глинковский район)
Хоте́ево   — деревня  в  Смоленской области России,  в Глинковском районе. Население – 4 жителя (2007 год)  .  Расположена в центральной части области  в 17 км к югу от села Глинка,  в 6 км южнее  автодороги Р96 Новоалександровский (А101) — Спас-Деменск — Ельня — Починок, на берегах реки Каменка.   В  22 км севернее деревни железнодорожная станция Клоково на линии Смоленск  - Сухиничи. Входит в состав Болтутинского сельского поселения.  

## История
В годы Великой Отечественной войны деревня была оккупирована гитлеровскими войсками в июле 1941 года, освобождена в ходе Ельнинско-Дорогобужской операции в 1943 году.

## Экономика
Крестьянское хозяйство «Хотеево» .